# 普蘭鎮區 (堪薩斯州沃邦西縣)
普蘭鎮區（英語：Plumb Township）是位於美國堪薩斯州沃邦西縣的一個行政鎮區。

## 地方資料
普蘭鎮區的面積為129.48平方千米，當中陸地面積為128.83平方千米，而水域面積為0.65平方千米。根據2010年美國人口普查的數據，當地共有人口631人，而人口密度為每平方千米4.87人。

## 外部連結
- US-Counties.com
- City-Data.com （页面存档备份，存于）